# Peter Kodwo Appiah Turkson
 Der er for få eller ingen kildehenvisninger i denne artikel, hvilket er et problem. Du kan hjælpe ved at angive troværdige kilder til de påstande, som fremføres i artiklen.

Peter Kodwo Appiah Turkson (født 11. oktober 1948 i Wassaw Nsuta i Ghana) er en ghanesisk kardinal. Han er Præsident af det Pavelige Råd for Retfærdighed og Fred.
Turkson har studeret i New York og Rom samt i hjemlandet Ghana. Han desputerede i eksegetik i 1982. Som en polyglot, taler han mindst seks sprog. Udover sit modersmål fante, taler han engelsk, tysk, fransk, italiensk og hebraisk. samt forstår latin, græsk og hebraisk.
Turkson blev ordineret 20. juli 1975, blev udnævnt til ærkebiskop af Cape Coast, 6. oktober 1992, og forfremmet af pave Johannes Paul II til kardinalskollegiet i 2003. Han blev udnævnt til kardinalpræst med San Liborio som titelkirke. Han var blandt kardinalelektorerne på konklaven i 2005.
Turkson sås som favorit til at tage over efter Benedikt 16., i hvert fald hvis man skal tro flere internationale netmedier, hvor han er en af de kardinaler som blev nævnt som bud på en ny pave: